# پارکه سان مارتین
پارکه سان مارتین (به اسپانیایی: Parque San Martín) شهری در کشور آرژانتین، استان بوئنوس آیرس است که در سال ۲۰۰۹ میلادی، حدود ۸۹٬۰۷۳ نفر جمعیت داشته است.